# Anton (Texas)
Pour les articles homonymes, voir Anton.
Ne doit pas être confondu avec Anson (Texas).
Anton est une municipalité américaine du comté de Hockley au Texas. Au recensement de 2010, Anton comptait 1 126 habitants.